# Fabliau
Fabliau (franska, av fable, fabel), även fabliå, är en kort komisk versberättelse i den franska medeltida litteraturen. Framställningssättet utmärker sig för naturlighet och humor, men är även ofta grovkornigt och skabröst.